# Ritchie Torres
Ritchie John Torres (New York, 12 marzo 1988) è un politico statunitense.
Alle elezioni parlamentari del novembre 2020 è stato eletto deputato alla Camera dei rappresentanti degli Stati Uniti per il Partito Democratico. La vittoria lo ha reso il primo afroamericano apertamente omosessuale, assieme a Mondaire Jones ad essere eletto al Congresso. Nel 2013 è stato eletto al consiglio comunale della città di New York, divenendo il primo candidato apertamente gay ad essere eletto alla carica legislativa nel Bronx e il membro più giovane dell'Assemblea.

## Biografia
È nato a New York da padre di Porto Rico e madre afroamericana. È stato allevato da sua madre nel Throggs Neck Case, un progetto di case popolari nel Throggs Neck, un quartiere dell'East Bronx, dove è stato spesso ricoverato in ospedale per asma a causa della muffa presente nel loro appartamento. Ha affermato, di essere cresciuto in un ambiente economicamente svantaggiato con "condizioni da bassifondi". Sua madre ha cresciuto lui, suo fratello gemello e la loro sorella.
Alle medie si è reso conto di essere gay, ma non ha fatto coming out poiché temeva di rimanere vittima della violenza omofoba.
Ha frequentato la Herbert H. Lehman High School. In seguito ha lavorato come stagista negli uffici del sindaco e del procuratore generale. Ha fatto coming out al secondo anno delle superiori "durante un forum scolastico sull'uguaglianza del matrimonio".
Si è iscritto alla New York University, ma ha abbandonato gli studi all'inizio del secondo anno, poiché stava soffrendo una grave depressione: ha dovuto confrontarsi con pensieri suicidi, basati sulla sua mancata accettazione sociale della propria sessualità. Dopo essersi ripreso, è tornato a lavorare per il membro del consiglio comunale James Vacca. Ha condotto ispezioni degli alloggi e documentato le loro condizioni, assicurandosi che le questioni più critiche fossero affrontate tempestivamente e adeguatamente.
Nel 2016, è stato delegato per la campagna presidenziale di Bernie Sanders.

### Consiglio della città di New York
All'età di 25 anni, ha vinto le elezioni ed è subentrato a Joel Rivera, come membro del consiglio per il 15º distretto del Consiglio di New York City. È diventato il primo candidato politico apertamente gay nel Bronx a vincere la nomination al Partito Democratico, e dopo la vittoria alle elezioni generali divenne il primo funzionario pubblico apertamente gay nel Bronx. È stato anche il più giovane membro eletto. Ha ottenuto la carica di vice capo del consiglio comunale.

#### Case popolari
Alla sua elezione, Torres ha chiesto la presidenza del Comitato del Consiglio per l'edilizia residenziale pubblica, incaricato di sorvegliare la New York City Housing Authority (NYCHA); che a partire da luglio 2019, è divenuto il più grande sistema di alloggi pubblici degli Stati Uniti d'America, in grado di fornire alloggio a oltre 400.000 residenti a basso reddito in 176.000 appartamenti in 325 complessi. Ha reso le condizioni di vita dei residenti più svantaggiati della città una priorità assoluta. In questo ruolo ha contribuito a garantire 3 milioni di dollari per Concourse Village, Inc., una cooperativa di alloggi di quasi 1.900 unità situata nel South Bronx.
Secondo il censimento degli Stati Uniti del 2010 il South Bronx è tra i distretti più poveri della nazione. La cooperativa è sovvenzionata dal Mitchell-Lama Housing Program, che offre "affitti a reddito limitato e buy-in di valore inferiore a quello di mercato per le cooperative". Si è anche assicurato quasi 1 milione di dollari per rinnovare i Dennis Lane Apartments, una cooperativa Mitchell-Lama nel cuore del suo distretto. Ha anche svolto un ruolo cruciale nell'esporre i fallimenti della città nell'affrontare la contaminazione della vernice al piombo.
Nell'agosto 2019, insieme alla collega membro del Consiglio Vanessa Gibson, ha annunciato il progetto Right To Counsel 2.0, un'espansione dell'assistenza legale agli inquilini della NYCHA che devono affrontare lo sfratto. Da quando la legge da lui proposta è stata approvata nel 2017, fornendo assistenza legale durante l'intero caso di sfratto, il Consiglio ha rilevato che l'84% degli inquilini era in grado di rimanere nelle proprie abitazioni. Secondo i membri del Consiglio questo aiuterà a tenere unite le famiglie e prevenire gli sfollamenti. Ha dichiarato: "Il NYCHA è uno dei peggiori sfrattati della città, ... Non solo uno dei peggiori proprietari, ma uno dei peggiori sfrattatori. Solo nel 2018, 838 famiglie hanno perso le loro case nelle mani dei NYCHA."

#### Lavoro precario
Nell'aprile 2019, Torres ha lavorato a una legislazione volta a obbligare le aziende che impiegano lavoratori precari a essere trasparenti sulla distribuzione delle mance e sul loro utilizzo per il pagamento dello stipendio base. Le società di consegna di app mobili, come DoorDash, che fa ritirare e consegnare pasti da parte di lavoratori freelance dai ristoranti, Amazon Prime Now e Instacart, di solito consentono ai clienti di aggiungere una mancia, ma le aziende contavano i suggerimenti per il pagamento regolare. Ha definito la pratica come uno sfruttamento di "una sottoclasse di imprenditori indipendenti" e spera che il Comune possa vietare del tutto la pratica. Vox ha notato che la gig economy ha bisogno di una regolamentazione per i cinquantasette milioni di lavoratori (negli Stati Uniti) che hanno poca protezione e pochi o nessun beneficio. Il disegno di legge da lui proposto è stato volto ad obbligare queste società a essere trasparenti riguardo alla pratica "dichiarandolo esplicitamente nei loro termini di servizio o inviando una notifica quando una transazione è in fase di approvazione".

#### Limitazione all'utilizzo del contante
Nel luglio 2019, ha proposto una legislazione volta ad incentivare pratiche commerciali senza contanti di negozi e ristoranti.

#### Attivismo LGBTQ
Ha aiutato ad aprire il primo rifugio per senzatetto per giovani LGBTQ nel Bronx.
Ha anche assicurato fondi per centri per anziani per servire le persone LGBTQ in tutti e cinque i distretti di New York.

#### Prevenzione e la riduzione della violenza armata
Nell'agosto 2019 Torres ha annunciato l'assegnazione da parte del consiglio comunale di 36,2 milioni di dollari per la prevenzione e la riduzione della violenza armata.

### Camera dei rappresentanti degli Stati Uniti
Nel marzo 2019, Torres ha manifestato il suo interesse a correre contro il membro del Congresso in carica José Serrano, che ha rinunciato a ricandidarsi.
Alle elezioni parlamentari del 3 novembre 2020 è stato eletto deputato alla Camera dei rappresentanti degli Stati Uniti per il Partito Democratico, con l'88,2% delle preferenze, battendo il candidato repubblicano Patrick Delices, fermatosi all'11,8%.
È stato con Mondaire Jones, anche lui democratico di New York, il primo afroamericano apertamente gay ad ottenere un seggio al Congresso.